# Bedmar y Garcíez
Bedmar y Garcíez ist ein südspanischer Ort und eine Gemeinde (municipio) mit insgesamt 2.571 Einwohnern (Stand: 2024) im Süden der Provinz Jaén in der autonomen Region Andalusien. Bedmar y Garcíez wurde 1975 aus dem Zusammenschluss der bis dahin eigenständigen Gemeinden Bedmar und Garcíez gebildet.

## Lage
Bedmar y Garcíez liegt in der Sierra Mágina, einem Teilgebiet der Sierra Morena, knapp 38 km (Fahrtstrecke) östlich der Provinzhauptstadt Jaén in einer Höhe von ca. 645 m. Das Klima im Winter ist gemäßigt, im Sommer dagegen warm bis heiß; die geringen Niederschlagsmengen (ca. 571 mm/Jahr) fallen – mit Ausnahme der nahezu regenlosen Sommermonate – verteilt übers ganze Jahr.

## Bevölkerungsentwicklung
| Jahr      | 1980  | 1990  | 2000  | 2010  | 2020  |
| Einwohner | 4.264 | 3.480 | 3.246 | 3.057 | 2.655 |

Die kontinuierliche Bevölkerungsrückgang in der zweiten Hälfte des 20. Jahrhunderts ist im Wesentlichen auf die Mechanisierung der Landwirtschaft und den damit einhergehenden Verlust an Arbeitsplätzen zurückzuführen.

## Sehenswürdigkeiten
- alte Burg (Burg Mirador) aus dem 9. Jahrhundert und neue Burg in Bedmar aus dem 15. Jahrhundert
- Burgruine von Garcíez
- Turm von Cuadros
- Kirche Mariä Himmelfahrt in Bedmar
- Kirche Mariä Himmelfahrt in Garcíez
- Josefskirche
- Dominikuskirche
- Kapelle der Unbefleckten Empfängnis
- Herrenhaus der Markgrafen von Viana von 1548
- Rathaus

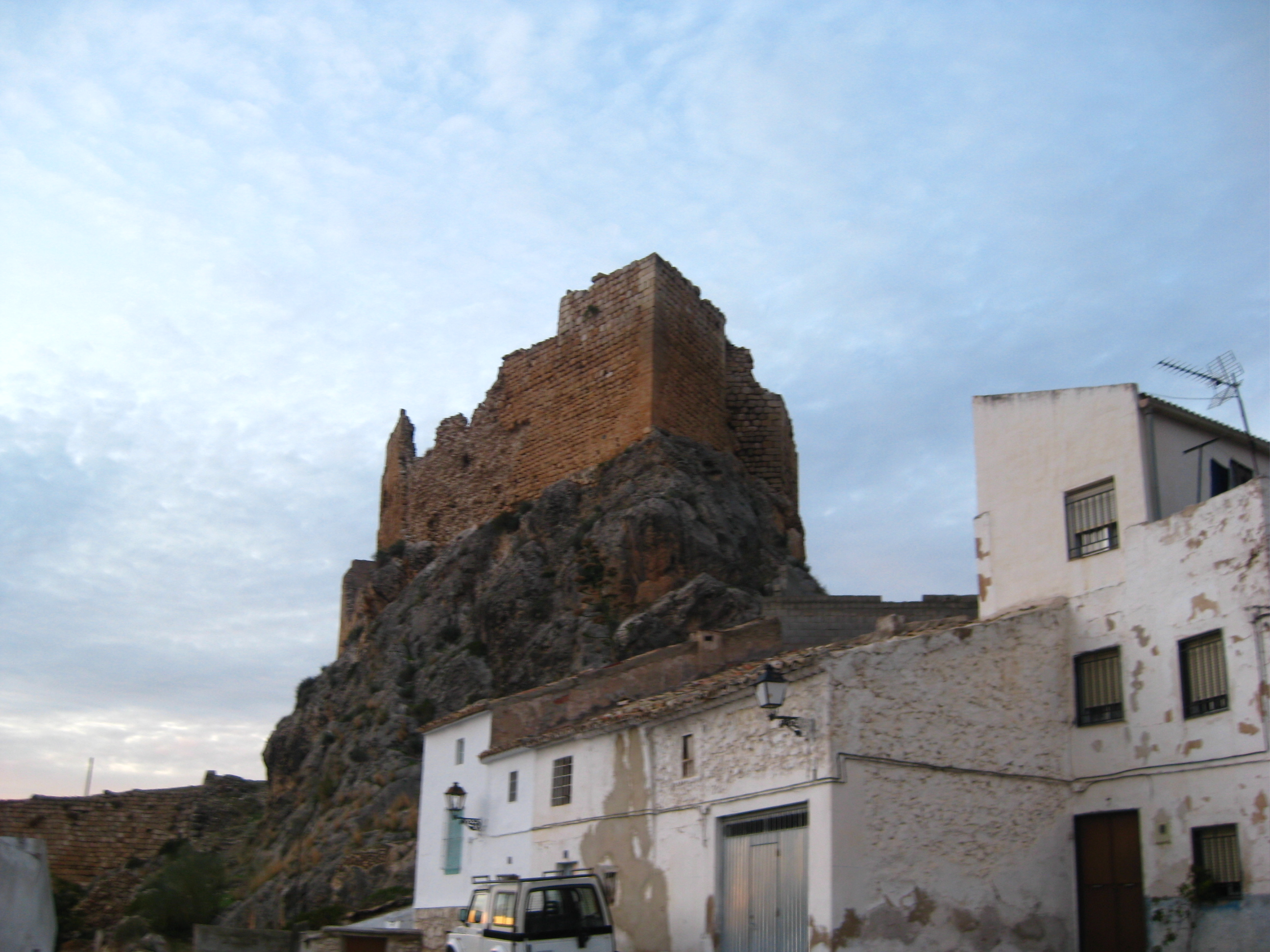
Ruine der neuen Burg von Bedmar
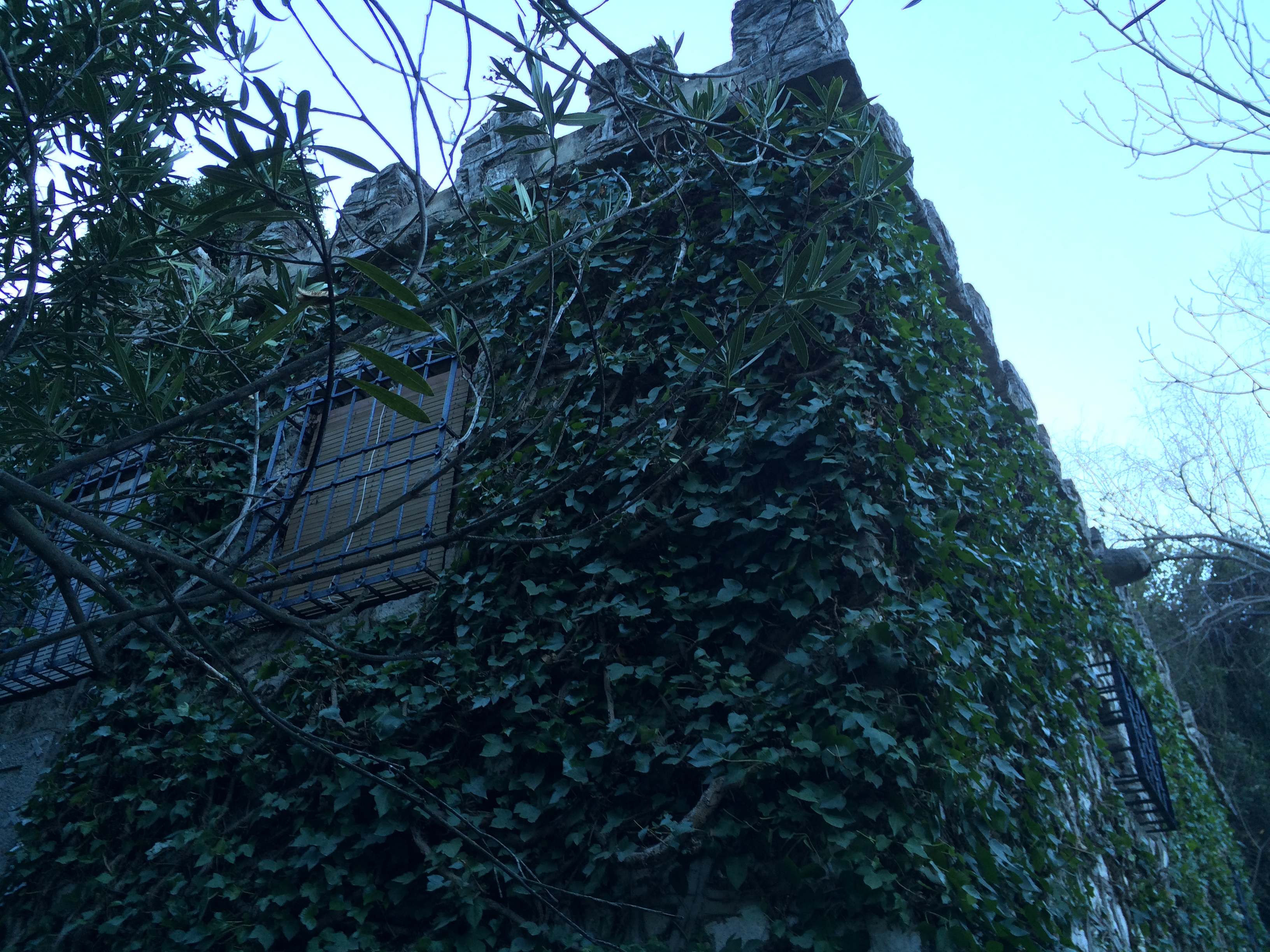
Turm von Cuadros

## Persönlichkeiten
- Francisco Reyes Martínez (* 1962), Politiker (PSOE)
- Maria Serrano Serrano (1973–2001), spanisch-deutsche Sängerin, Tänzerin, Model und Krankenschwester

## Gemeindepartnerschaft
Mit der spanischen Gemeinde Azagra in der Region Navarra besteht eine Partnerschaft.